# Canton de Moulins-2
Le canton de Moulins-2 est une circonscription électorale française du département de l'Allier, créée par le décret du 27 février 2014 et entrant en vigueur lors des élections départementales de 2015.

## Histoire
Un nouveau découpage territorial de l'Allier entre en vigueur en mars 2015, défini par le décret du 27 février 2014, en application des lois du 17 mai 2013 (loi organique 2013-402 et loi 2013-403). Les conseillers départementaux sont, à compter de ces élections, élus au scrutin majoritaire binominal mixte. Les électeurs de chaque canton élisent au Conseil départemental, nouvelle appellation du Conseil général, deux membres de sexe différent, qui se présentent en binôme de candidats. Les conseillers départementaux sont élus pour six ans au scrutin binominal majoritaire à deux tours, l'accès au second tour nécessitant 12,5 % des inscrits au premier tour. En outre la totalité des conseillers départementaux est renouvelée. Ce nouveau mode de scrutin nécessite un redécoupage des cantons dont le nombre est divisé par deux avec arrondi à l'unité impaire supérieure si ce nombre n'est pas entier impair, assorti de conditions de seuils minimaux. Dans l'Allier, le nombre de cantons passe ainsi de 35 à 19. Le canton de Moulins-2 fait partie des neuf nouveaux cantons du département, les dix autres cantons portant la dénomination d'un ancien canton, mais avec des limites territoriales différentes.

## Représentation
| Période élective | Période élective | Mandat | Mandat   | Identité       | Nuance | Nuance | Qualité |
| ---------------- | ---------------- | ------ | -------- | -------------- | ------ | ------ | --- |
| 2015             | 2021             | 2015   | 2021     | Jean Laurent   |        | DVD    | Retraité agricole Adjoint au maire de Saint-Léon jusqu'en 2020                                                                                       |
| 2015             | 2021             | 2015   | 2021     | Nicole Tabutin |        | DVD    | Retraitée Adjointe au maire de Moulins 4e vice-présidente chargée des solidarités, de l'autonomie, de l'enfance et de la famille                     |
| 2021             | 2028             | 2021   | en cours | Jean Laurent   |        | DVD    | Retraité agricole |
| 2021             | 2028             | 2021   | en cours | Nicole Tabutin |        | DVD    | Retraitée de la fonction publique hospitalière Conseillère municipale de Moulins Vice-présidente de la communauté d'agglomération Moulins Communauté |

### Résultats détaillés

#### Élections de mars 2015
À l'issue du premier tour des élections départementales de 2015, deux binômes sont en ballottage : Jean Laurent et Nicole Tabutin (DVD, 39,39 %) et Jean-Paul Cherasse et Bouchra El Yazali (PS, 26,95 %). Le taux de participation est de 50,43 % (7 220 votants sur 14 316 inscrits) contre 53,8 % au niveau départemental et 50,17 % au niveau national.
Au second tour, Jean Laurent et Nicole Tabutin (DVD) sont élus avec 57,64 % des suffrages exprimés et un taux de participation de 49,58 % (3 734 voix pour 7 099 votants et 14 319 inscrits).

#### Élections de juin 2021
Le premier tour des élections départementales de 2021 est marqué par un très faible taux de participation (33,26 % au niveau national). Dans le canton de Moulins-2, ce taux de participation est de 32,88 % (4 608 votants sur 14 014 inscrits) contre 36,56 % au niveau départemental. À l'issue de ce premier tour, deux binômes sont en ballottage : Jean Laurent et Nicole Tabutin (DVD, 70,28 %) et Aurélie Leriche et Gérard Matichard (Union à gauche avec des écologistes, 29,72 %).
Le second tour des élections est marqué une nouvelle fois par une abstention massive équivalente au premier tour. Les taux de participation sont de 34,3 % au niveau national, 37,8 % dans le département et 33,54 % dans le canton de Moulins-2. Jean Laurent et Nicole Tabutin (DVD) sont élus avec 71,84 % des suffrages exprimés (3 173 voix pour 4 701 votants et 14 018 inscrits),,.

## Composition
| Nom                             | Code Insee | Intercommunalité                 | Superficie (km2) | Population (dernière pop. légale)               | Densité (hab./km2) | Modifier                                    |
| ------------------------------- | ---------- | -------------------------------- | ---------------- | ----------------------------------------------- | ------------------ | ------------------------------------------- |
| Moulins (bureau centralisateur) | 03190      | CA Moulins Communauté            | 8,61             | Fraction : 9 004 (2022) Commune : 19 344 (2022) | 2 247              | modifier les données · modifier les données |
| Bert                            | 03024      | CC du Pays de Lapalisse          | 24,15            | 261 (2022)                                      | 11                 | modifier les données · modifier les données |
| Bessay-sur-Allier               | 03025      | CA Moulins Communauté            | 34,60            | 1 384 (2022)                                    | 40                 | modifier les données · modifier les données |
| Chapeau                         | 03054      | CA Moulins Communauté            | 33,42            | 236 (2022)                                      | 7,1                | modifier les données · modifier les données |
| Châtelperron                    | 03067      | CC Entr'Allier Besbre et Loire   | 20,80            | 132 (2022)                                      | 6,3                | modifier les données · modifier les données |
| Chavroches                      | 03071      | CC Entr'Allier Besbre et Loire   | 9,95             | 262 (2022)                                      | 26                 | modifier les données · modifier les données |
| Cindré                          | 03079      | CC Entr'Allier Besbre et Loire   | 22,63            | 282 (2022)                                      | 12                 | modifier les données · modifier les données |
| La Ferté-Hauterive              | 03114      | CC Saint-Pourçain Sioule Limagne | 18,88            | 260 (2022)                                      | 14                 | modifier les données · modifier les données |
| Gouise                          | 03124      | CA Moulins Communauté            | 23,12            | 220 (2022)                                      | 9,5                | modifier les données · modifier les données |
| Jaligny-sur-Besbre              | 03132      | CC Entr'Allier Besbre et Loire   | 9,63             | 556 (2022)                                      | 58                 | modifier les données · modifier les données |
| Liernolles                      | 03144      | CC Entr'Allier Besbre et Loire   | 37,31            | 199 (2022)                                      | 5,3                | modifier les données · modifier les données |
| Mercy                           | 03171      | CC Entr'Allier Besbre et Loire   | 28,80            | 244 (2022)                                      | 8,5                | modifier les données · modifier les données |
| Montbeugny                      | 03180      | CA Moulins Communauté            | 32,65            | 645 (2022)                                      | 20                 | modifier les données · modifier les données |
| Neuilly-le-Réal                 | 03197      | CA Moulins Communauté            | 46,97            | 1 440 (2022)                                    | 31                 | modifier les données · modifier les données |
| Saint-Gérand-de-Vaux            | 03234      | CC Entr'Allier Besbre et Loire   | 40,08            | 395 (2022)                                      | 9,9                | modifier les données · modifier les données |
| Saint-Léon                      | 03240      | CC Entr'Allier Besbre et Loire   | 33,62            | 533 (2022)                                      | 16                 | modifier les données · modifier les données |
| Saint-Voir                      | 03263      | CC Entr'Allier Besbre et Loire   | 25,12            | 201 (2022)                                      | 8,0                | modifier les données · modifier les données |
| Sorbier                         | 03274      | CC Entr'Allier Besbre et Loire   | 17,09            | 321 (2022)                                      | 19                 | modifier les données · modifier les données |
| Thionne                         | 03284      | CC Entr'Allier Besbre et Loire   | 26,96            | 282 (2022)                                      | 10                 | modifier les données · modifier les données |
| Toulon-sur-Allier               | 03286      | CA Moulins Communauté            | 38,69            | 1 171 (2022)                                    | 30                 | modifier les données · modifier les données |
| Treteau                         | 03289      | CC Entr'Allier Besbre et Loire   | 31,28            | 517 (2022)                                      | 17                 | modifier les données · modifier les données |
| Trézelles                       | 03291      | CC Entr'Allier Besbre et Loire   | 18,14            | 393 (2022)                                      | 22                 | modifier les données · modifier les données |
| Varennes-sur-Tèche              | 03299      | CC Entr'Allier Besbre et Loire   | 18,73            | 225 (2022)                                      | 12                 | modifier les données · modifier les données |
| Canton de Moulins-2             | 0314       |                                  |                  | 19 163 (2022)                                   |                    | modifier les données                        |

Le canton de Moulins-2 est composé de :
1. 22 communes entières,
2. la partie de la commune de Moulins non incluse dans le canton de Moulins-1.

## Démographie
En 2022, le canton comptait 19 163 habitants, en évolution de +0,05 % par rapport à 2016 (Allier : −1,38 %, France hors Mayotte : +2,11 %).
| 2013   | 2018   | 2022   |
| ------ | ------ | ------ |
| 19 187 | 18 993 | 19 163 |